# Máriagyűd
Máriagyűd (horvátul: Jud vagy Đud) Siklós város településrésze Baranya vármegyében, korábban önálló község. Neve 1934-ig Gyűd volt, 1977-ben csatolták Siklóshoz. A 2001-ben mintegy 1500 lelket számláló Máriagyűd kegytemploma híres Mária-kegyhely, búcsújáróhely.
A kegytemplomtól keletre található a Szentkút. Ennek vizét a „gyűdi korsókban” vitték haza az idelátogató zarándokok. Máriagyűdön minden Márianapkor és jelesebb katolikus ünnep alkalmával búcsút tartanak, évente 25–27 alkalommal. Az évente idelátogató zarándokok számát ötszázezerre becsülik.

## Története
A mai Máriagyűd dombja alatti forrás a már a Római Birodalom idején természetes pihenőhelyként szolgált, amikor erre futott a Sopianae-t (a mai Pécset) és Mursát (a mai Eszéket) összekötő út. Később hunok, longobárdok, avarok, majd antok (keleti szláv törzs) laktak ezen a vidéken. Valószínűleg a keresztény szlávok Szűz Mária-oltárt helyeztek itt el.
A hagyomány szerint a falu nevét a magyar honfoglalók közt érkező Győd (vagy Eudu, Győd, Gyödö) vezérről, Etu kun vezér fiáról kapta. Szent István király az 1000 körül Pécsváradra telepített bencés szerzetesekre bízta a vidéket, akik 1006-ban megtalálták a kegyelettel körülvett Szűz Mária-szobrot és kápolnát emeltek fölé. 1148-ban II. Géza király templomot építtetett itt. A király és főnemesei gyakran látogattak ide. A kápolnát a 15. században gótikus stílusban újjáépítették, majd a 18. században nagy barokk stílusú templomot emeltek.
Itt vonult keresztül csapatával Csulai Móré Fülöp pécsi püspök a mohácsi csatába igyekezve, ahol életét vesztette. A török megszállás idején a templom nem működhetett tovább: benne mecsetet alakítottak ki. 1687-ben a közelben arattak nagy győzelmet a keresztény seregek a török felett a harsányhegyi csatában. A templomot azonban előbb a görögkeletiek, majd a kálvinisták vették birtokba, mielőtt visszakerült a katolikusok kezébe.
1977-ben Siklós várossá válásakor annak városrésze lett.

## Mária-kegyhely

### A Mária-szobor

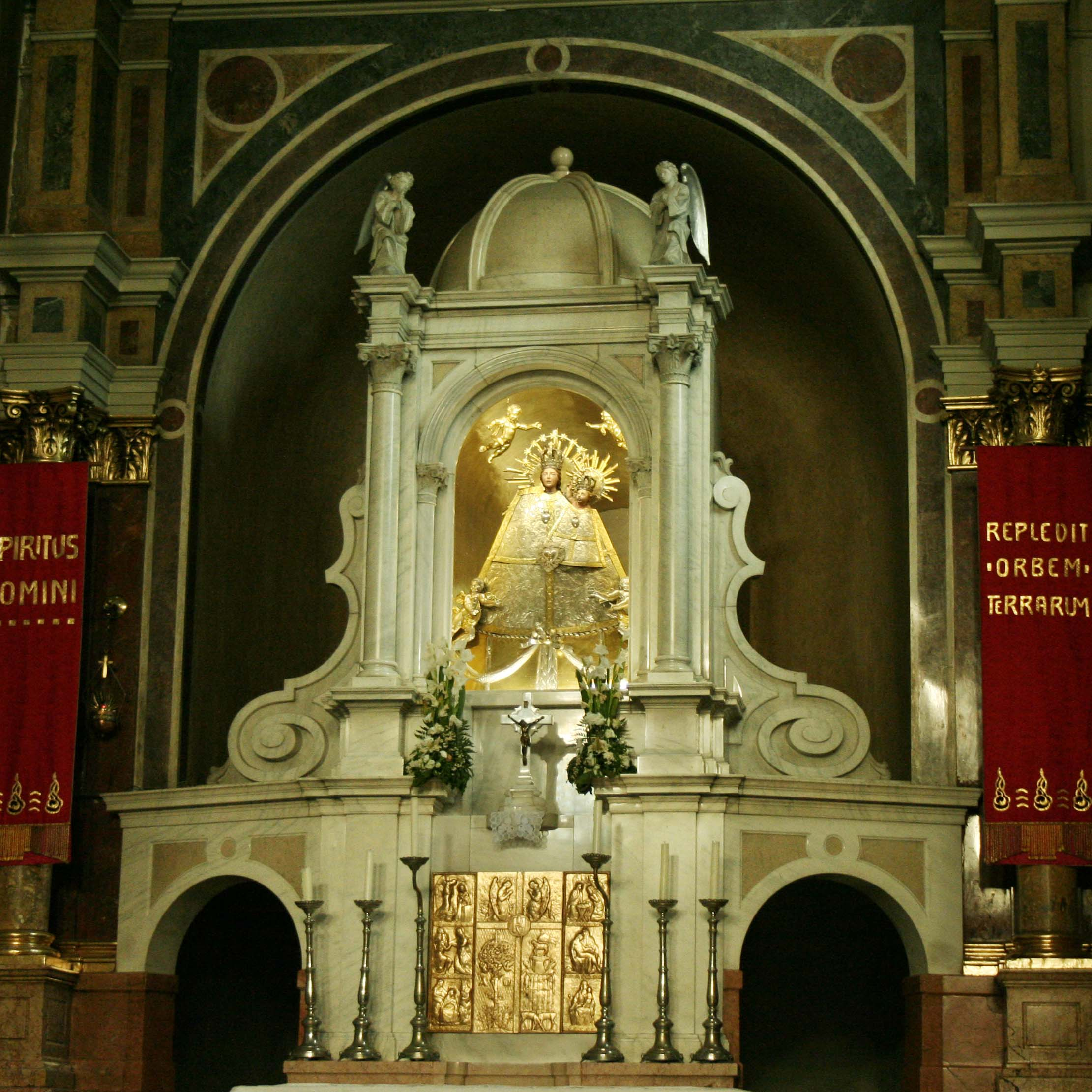
Máriagyűd – Az oltár a Mária-szoborral

Az eredeti Mária-szobor átvészelte a tatárjárást, a török időkben azonban eltűnt. Ma Eszéken látható. A Rákóczi-szabadságharc idején került oda és azért, hogy a várható harcok nehogy kárt tegyenek benne. A szatmári béke (1711) után a gyűdiek visszakérték, de nem akarták nekik visszaadni, és hiába fordultak a római egyházi törvényszékhez is. Így Rudnay Mátyás más képet állíttatott a gyűdi oltárra.

### A Mária-jelenés
A korabeli feljegyzések szerint Szűz Mária 1687-ben jelent meg fényözönben az akkor még apró templom ablakában egy Tamás nevű katolikus gazdának, abban az időben, amikor a templom a kálvinisták kezén volt, majd ezután újra Mátyás siklósi ispánnak, a vele lévő Huppi János kálvinista gazda azonban nem látta, csak miután Mátyás azért imádkozott, hogy a másik is láthassa. Ezután történt, hogy Kraljevics Tamás ferences gvárdián személyesen a szigetvári Vecchi gróf generálishoz fordult, aki megparancsolta, hogy a templomot adják vissza a katolikusoknak. 1757 december 4-én keltezett irat szerint egyházi nyomozás történt, mely elismeri csodatévő szent helynek a templomot.
A kegyhelyhez kötődnek Mária következő népnyelvi nevei: Harsányhegy fehér asszonya, Forrásközi Boldogasszony.

## A kegytemplom
Máriagyűdöt hivatalosan VII. Piusz pápa ismerte el zarándokhelynek 1805-ben.
A Ferences rend által építtetett, a Sarlós Boldogasszonynak szentelt barokk kegytemplomot 1964-ben újították fel belülről, 1972-ben kívülről, az oltárok felújítása 1981-ben kezdődött. A kereszt alaprajzú mai templom 1742-ben épült, Batthyány Kázmér gróf, horvát bán adományából. 1995-1996-ban nagyarányú külső és belső műemléki felújításokat eszközöltek Pavlekovics Ferenc plébános ideje alatt. Ekkor készültek a templom belső falfestményei, melyek Szilágyi András és testvére Szilágyi Domokos művei.
2008. szeptember 14-ével bazilika címet adományozott a kegytemplomnak XVI. Benedek pápa.
A kegytemplom plébánosa Keresztes Andor.

### Harangjai
A kegytemplom délnyugatra néző főhomlokzatát hangsúlyozó, egyenként 56 méteres tornyaiban 4 harang lakik. Mind a 4 harangot Szlezák László, a leghíresebb magyar harangöntő öntötte 1935-ben Budapesten. Az 5. (nagyságra a 2. legnagyobb, szintén Szlezák László által 1935-ben öntött, 981 kg-os) harangját a II. világháborúban elvitték. A délkeleti (jobb oldali) toronyban található az 1676 kg-os nagyharang (Baranya vármegye harmadik legnagyobb harangja), az északnyugati (bal) toronyban pedig a több harang, melyek tömege 513 kg, 215 kg és 117 kg. Alaphangjaik: c1, g1, c2, esz2. A világháborúba elvitt harang esz1 alaphangú volt, szintén az északnyugati toronyban lakott.

### Környéke

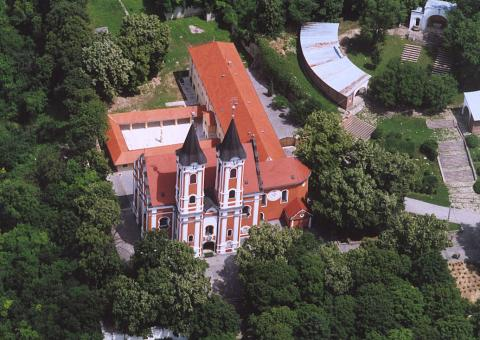
A kegytemplom légi felvételen

A kegytemplomtól keletre található a Szentkút.
A mai kegytemplomhoz csatlakozó Szent Mihály kápolna jobb oldalán található csúcsíves bemélyedés a hagyomány szerint az eredeti kápolna beépített maradványa.
A kegytemplomi dombon kálváriát építettek. A stációk domborművei a pécsi Zsolnay porcelángyárban készült kerámia kegyképek. A piéta Szitányi Gábor alkotása.

## A búcsúnapok
A kegyhely búcsúnapja július 2-án van. Ezen kívül sok kisebb és öt nagy búcsút tartanak:
- Pünkösd – roma zarándoklat
- Szentháromság vasárnapja
- Sarlós Boldogasszony – ifjúsági búcsú
- Nagyboldogasszony – főbúcsú
- Kisboldogasszony – főbúcsú, a németek búcsúja.

## Idegen elnevezései
Máriagyűdöt a szalántai horvátok Đud, a hercegszántói horvátok Jud néven említették. Németül Marjud a neve.

## Képek

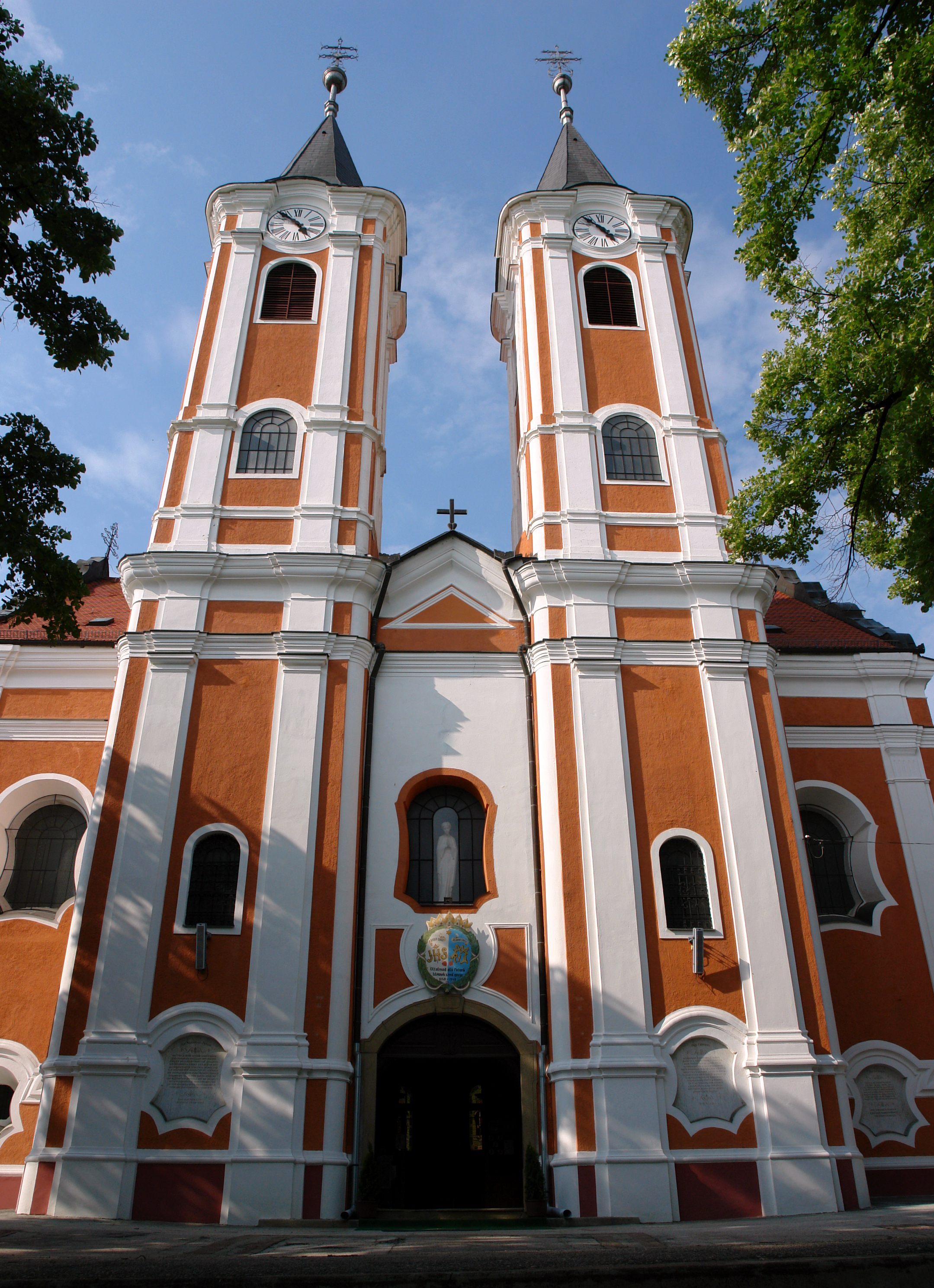
A Sarlós Boldogasszony-kegytemplom
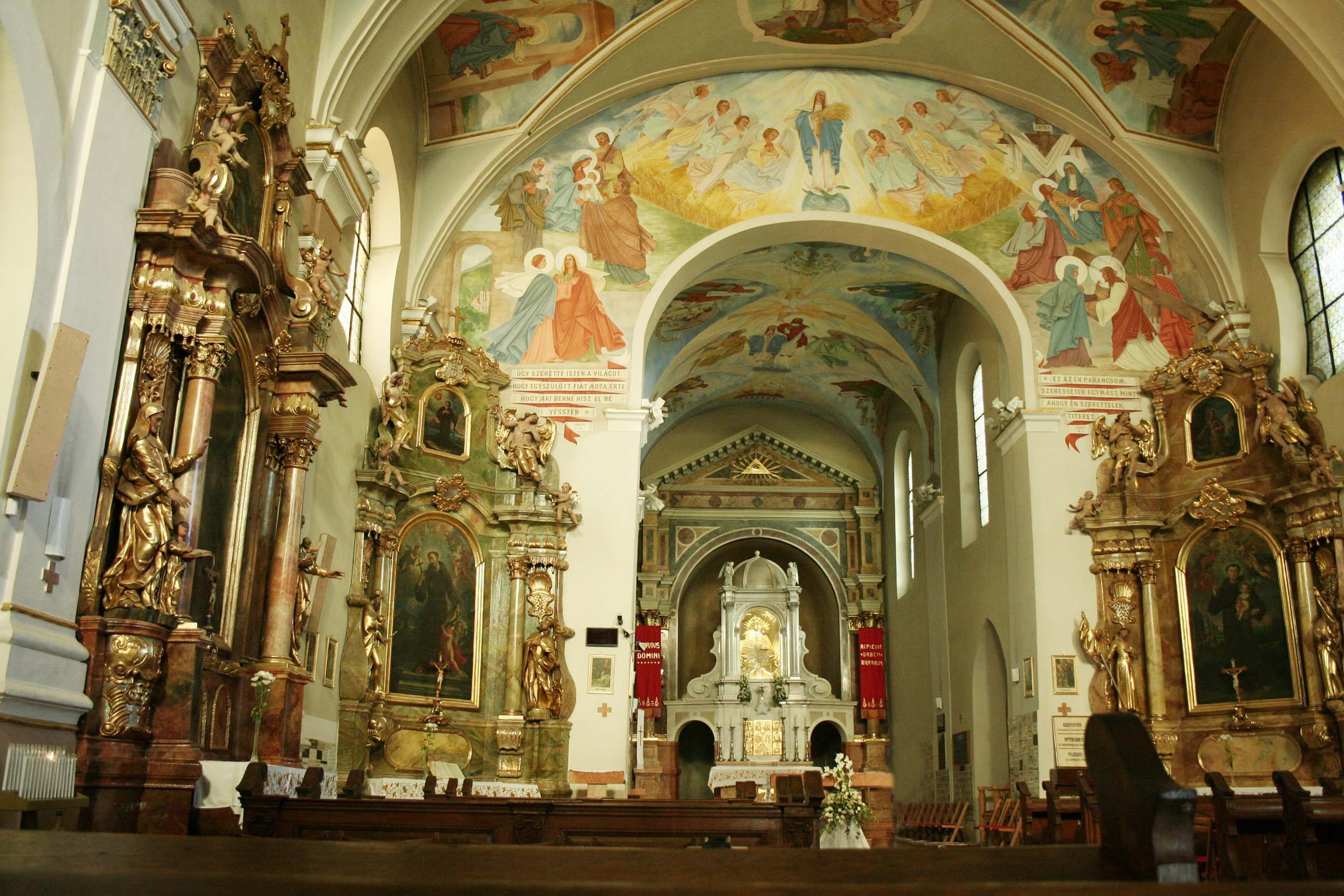
A templom belső tere
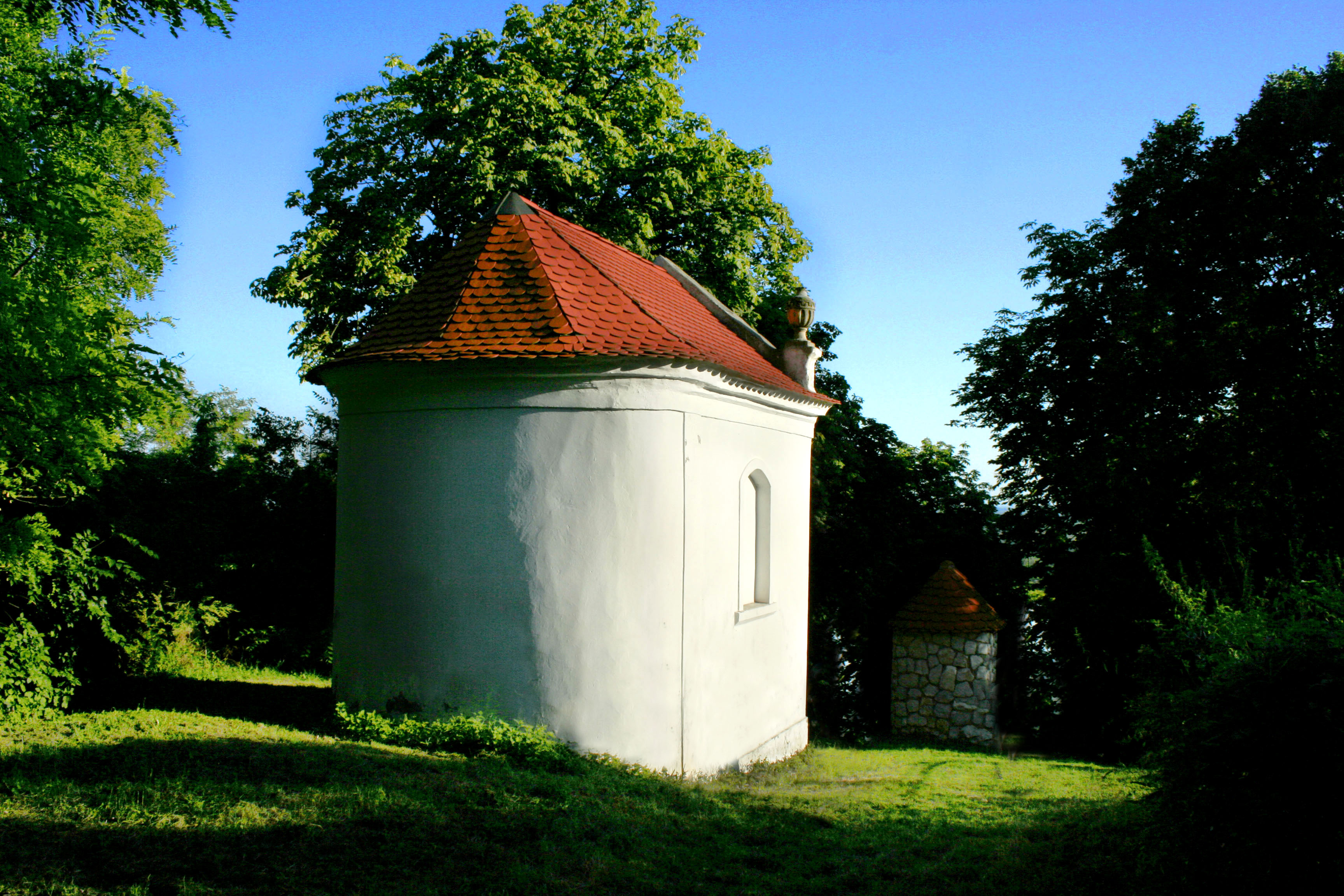
A Kálvária-domb kápolnája